# Lithocarpus lucidus
Lithocarpus lucidus (Roxb.) Rehder – gatunek roślin z rodziny bukowatych (Fagaceae Dumort.). Występuje naturalnie w Malezji oraz Indonezji (na Sumatrze i w Kalimantanie). 

## Morfologia
PokrójZimozielone drzewo dorastające do 45 m wysokości. Pień jest często wyposażony w korzenie podporowe.
LiścieBlaszka liściowa jest mniej lub bardziej skórzasta i ma owalny lub eliptyczny kształt. Mierzy 8,1–17,8 cm długości oraz 3,3–6,3 cm szerokości, ma ostrokątną nasadę i tępy wierzchołek. Ogonek liściowy jest nagi i ma 7–10 mm długości. Przylistki mają równowąski kształt i osiągają 5 mm długości.
OwoceOrzechy o półkulistym kształcie, dorastają do 33 mm średnicy. Osadzone są pojedynczo w miseczkach w kształcie kubka.

## Biologia i ekologia
Rośnie w lasach. Występuje na wysokości do 1200 m n.p.m.